# Zuid (Israël)
Het district Zuid (Hebreeuws: מחוז הדרום, Mekhoz haDarom) is een van de zes districten waarin Israël is verdeeld. De hoofdstad is Beër Sjeva.
District Zuid grenst aan Egypte en Jordanië alsook aan de Gazastrook en de Westelijke Jordaanoever.
Het district Zuid omvat de woestijn de Negev en het zuidelijk deel van de Dode Zee. Het is daardoor het droogste en warmste district van Israël en tevens het dunstbevolkte. Het district heeft 1.038.100 inwoners. De grootste steden zijn de havenstad Asjdod (gelegen aan de Middellandse Zee) en Beër Sjeva (in het noorden van de Negev gelegen). In het uiterste zuiden ligt de badplaats Eilat aan de Golf van Akaba (ook wel Golf van Eilat genoemd), een uitloper van de Rode Zee.
Van de bevolking als geheel is 77,9% jood, 15% moslim en 0,5% christen. Van de resterende 6,6% is het geloof niet geregistreerd. Naar etniciteit maken Arabieren 14% van de bevolking uit, van wie het grootste deel moslim, en een kleine minderheid christen (in dit deel van Israël wonen nagenoeg geen druzen). De overige 86% bestaat voornamelijk uit Joden, met daarnaast niet-Arabische christenen en personen van wie het geloof niet is geregistreerd.
Diverse plaatsen, vooral Sderot, hebben te lijden onder raketbeschietingen die vanuit de naastgelegen Gazastrook door militante Palestijnen worden uitgevoerd.

## Steden
- Arad ערד
- Asjdod אשדוד
- Asjkelon אשקלון
- Beër Sjeva באר שבע
- Dimona דימונה
- Eilat אילת
- Kirjat Gat קריית גת
- Kirjat Malachi קריית מלאכי
- Netivot נתיבות
- Ofakim אופקים
- Rahat רהט
- Sderot שדרות

## Gemeenten
- Ar'ara BaNegev ערערה בנגב
- Hura חורה
- Jerocham ירוחם
- Kuseife כסיפה
- Laqye לקיה
- Lehawim להבים
- Meitar מיתר
- Mitzpe Ramon מצפה רמון
- Omer עומר
- Segev Shalom שגב-שלום
- Tel Sheva תל שבע

## Regionale raden
- Regionale raad van Al-Kasom
- Regionale raad van Beër Tuvia
- Regionale raad van Bnei Shimon
- Regionale raad van Centraal Arava
- Regionale raad van Eshkol
- Regionale raad van Hevel Eilot
- Regionale raad van Hof Ashkelon
- Regionale raad van Lakhish
- Regionale raad van Merhavim
- Regionale raad van Neve Midbar
- Regionale raad van Ramat HaNegev
- Regionale raad van Sdot Negev
- Regionale raad van Sha'ar HaNegev
- Regionale raad van Shafir
- Regionale raad van Tamar
- Regionale raad van Yoav

Noord · Haifa · Centrum · Tel Aviv · Jeruzalem · Zuid · 
Judea en Samaria (informeel)